# Marjorie Magri
Marjorie Magri, (sinh ngày 2 tháng 5 năm 1986 tại Caracas, Venezuela), là một nữ diễn viên và người mẫu người Venezuela.

## Đóng phim

### Truyền hình
| Năm  | Chức vụ               | Vai trò                   | Ghi chú                  |
| ---- | --------------------- | ------------------------- | ------------------------ |
| 2005 | Con toda el alma      | Karín                     | Truyền hình ra mắt       |
| 2007 | Aunque mal paguen     | Tamara                    |                          |
| 2008 | ¿Vieja yo?            | Elizabeth Ramirez Batalla |                          |
| 2011 | La viuda joven        | Karelis Abrahamm          |                          |
| 2013 | Las Bandidas          | Amparo Montoya            | Vai trò lãnh đạo         |
| 2014 | La virgen de la calle | Desiree Rojas             | Nhân vật phản diện chính |
| 2016 | Piel salvaje          | Astrid Salamanqués        | Nhân vật phản diện chính |